# Toruńskie Przymierze Protestanckie
Toruńskie Przymierze Protestanckie – forum współpracy Kościołów protestanckich o charakterze ewangelikalnym, działających na terenie Torunia. 

## Kościoły
W skład Przymierza wchodzą:
- Zbór Kościoła Chrześcijan Baptystów,
- Zbór Kościoła Ewangelicznych Chrześcijan,
- Zbór Kościoła „Chrystus dla Wszystkich”,
- Zbór Kościoła Zielonoświątkowego.

Jedną z inicjatyw Przymierza są wspólne obchody corocznego Święta Reformacji.